# Clematis marata
Clematis marata är en ranunkelväxtart som beskrevs av Armst.. Clematis marata ingår i släktet klematisar, och familjen ranunkelväxter. Inga underarter finns listade i Catalogue of Life.